# Ulenspiegel (opera)

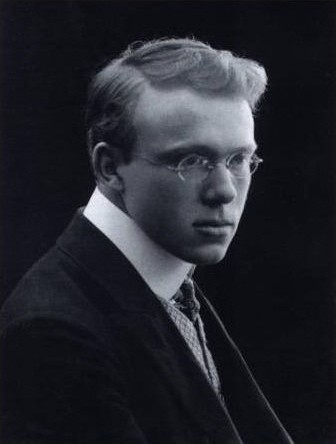
Walter Braunfels 1902.

Ulenspiegel är en opera med musik av Walter Braunfels och libretto av Braunfels efter Charles de Costers La Légende et les Aventures héroïques, joyeuses et glorieuses d'Ulenspiegel et de Lamme Goedzak au pays de Flandres et ailleurs. Operan hade premiär på Stuttgarts Hoftheater den 4 november 1913.
Nazityskland stämplade Braunfels verk som degenererande och Ulenspiegel spelades åter inte förrän den 28 januari 2011 i Gera.

## Personer
- Klas, en gammal milare (Bas)
- Till, kallad Ulenspiegel, hans son (Tenor)
- Nele, ett hittebarn (Sopran)
- Profoss hos hertigen av Alba (Baryton)
- Skräddaren (Tenor)
- Bryggaren (Tenor)
- Timmermannen (Tenor)
- Skrivaren (Tenor)
- Zimmermann (Tenor)
- Skomakaren (Bass)
- Snickaren (Bass)

## Inspelningar
- DVD - Marc Horus, Christa Ratzenböck, Joachim Goltz, Hans-Peter Scheidegger, Saeyoung Park, Laszlo Kiss, EntArteOpera Choir, Israel Chamber Orchestra,  Martin Sieghart.